# یغیا هایپت
یغیا هایپت (ارمنی: Եղիա Հայպետ؛ زادهٔ ۱۸۸۳ - درگذشته ۱۸ آوریل ۱۹۶۶) یک شاعر ارمنی‌تبار اهل ایران بود.

## زندگی‌نامه
وی با نام اصلی یغیا تر-هایراپتیان (ارمنی: Եղիա Տէր-Հայրապետեան) در ۱۸۸۳ در روستای تغ به دنیا آمد تحصیلات ابتدایی را در شوش و مدرسه نرسیسیان تفلیس فرا گرفت و در دانشکده علوم الهی گئورگیان ادامه تحصیل داد. در ۱۹۱۸ به تهران نقل مکان نمود. وی عضو اتحادیه نویسندگان ارمنی ایران بود. وی در ۱۸ آوریل ۱۹۶۶ در سن ۸۳ سالگی درگذشت.